# Janusz Kuliś

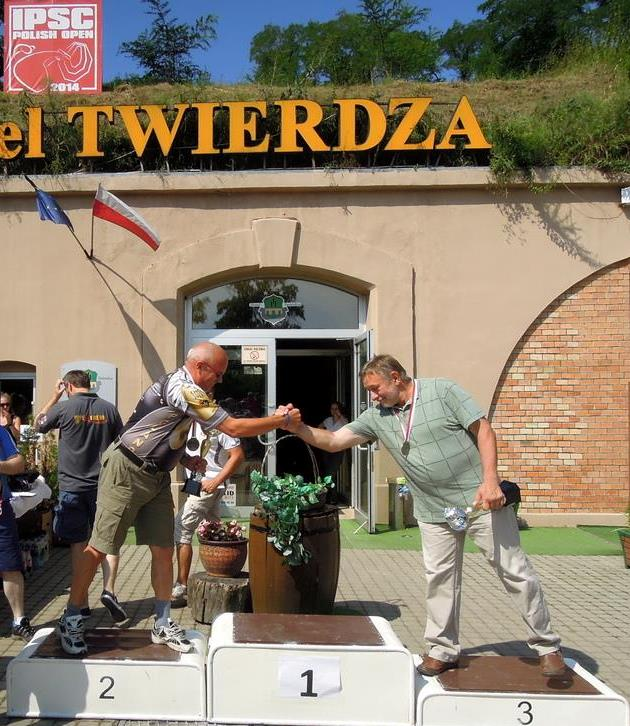
Polish Open 2014, Kuliś po prawej.

Janusz Kuliś (ur. 26 września 1950 we Wrocławiu) – polski taternik i himalaista, żeglarz, jachtowy sternik morski, sędzia klasy państwowej Range Master, trener strzelectwa sportowego PZSS, były wieloletni członek Kolegium Sędziów PZSS, uprawiał strzelectwo dynamiczne.
Kuliś jest absolwentem i byłym pracownikiem naukowo-badawczym w Zakładzie Silników Spalinowych IKiEM Politechniki Wrocławskiej. Alpinizm uprawia od roku 1969. Jest współzałożycielem Akademickiego Klubu Alpinistycznego we Wrocławiu oraz byłym prezesem Klubu Wysokogórskiego we Wrocławiu.  
Wspinał się w Tatrach i Alpach oraz podczas wypraw:  
- Pamir (1973 r., Pik Moskwa 6785 m n.p.m. – od południa, wyprawa Federacji Akademickich Klubów Alpinistycznych)[3],
- Hindukusz Afgański (1974 r., Noszak (7492 m n.p.m. – kierownik, wyprawa Akademickiego Klubu Alpinistycznego we Wrocławiu),
- Karakorum. 28 lipca 1975 r. wraz z Kazimierzem Głazkiem, Markiem Kęsickim, Bohdanem Nowaczykiem i Andrzejem Sikorskim dokonał pierwszego w historii polskiego himalaizmu wejścia na wierzchołek powyżej 8000 metrów – Broad Peak Middle (8016 m, środkowy wierzchołek Broad Peak, wyprawa KW Wrocław).
- Andy (1976 r., Cordillera de Vilcanota, Campa  5500 m n.p.m., wyprawa Sekcji Grotołazów Wrocław),
- Hindukusz Afgański (1977 r., Szachaur (7084 m n.p.m., kierownik, wyprawa KW Wrocław – dwie nowe drogi w stylu alpejskim: środkowy filar północno-wschodniej ściany Aleksander Lwow, Jerzy Pietkiewicz, Krzysztof Wielicki oraz północno-zachodni filar Janusz Kuliś, Stanisław Wacław, Jerzy Wilkoński)[4],
- Ałtaj Mongolski (1978 r., Mönchchajrchan uul 4231 m n.p.m., wyjazd szkoleniowy PZA),
- Himalaje, 15 maja 1980  wraz z Ryszardem Gajewskim i Kazimierzem Rusieckim, zakłada piąty obóz na 8300 m n.p.m. na nowej drodze (filar południowy; wyprawa narodowa na Mount Everest – Mount Everest ‘80 Poland Expedition, część wiosenna)[5][6][7][8],
- Himalaje (1984 r.,  Manaslu (8156 m n.p.m. – nowa droga, kierownik, wyprawa KW Wrocław)[9].

Reprezentant Polski, odznaczony złotym Medalem za Wybitne Osiągnięcia Sportowe.
Na 29 Przeglądzie Filmów Alpinistycznych im. Wandy Rutkiewicz otrzymał wyróżnienie za film "Skok".
Ma syna Marcina.